# Església de Sant Julià de Cabrera
Església de Sant Julià de Cabrera és una església amb elements romànics del municipi de l'Esquirol (Osona) inclosa a l'Inventari del Patrimoni Arquitectònic de Catalunya.

## Descripció
Església d'una sola nau, amb l'absis orientat a llevant i el portal situat a ponent. La façana principal és simètrica respecta un eix i presenta campanar d'espadanya amb obertures de mig punt, un òcul i un portal dovellat i esculturat a la planta. Els laterals estan rodejats per la rectoria, al sector N, i una ampliació de la primitiva església al sector S. A la capçalera es fan visibles dos absis, un dels quals manté les característiques d'arcuacions cegues, lesenes llombardes i finestra d'esqueixada. Les diverses etapes constructives de l'edifici són visibles a través de l'estil o sobretot l'aparell constructiu: pedra basta i carreus.

## Història
Església romànica esmentada ja el 1050, que va ser modificada després dels terratrèmols de 1428. De l'obra primitiva en queden tan sols els dos absis, ja que el portal fou reconstruït el 1567. Des de segles enrere és parròquia independent amb terme eclesiàstic propi, i per tant, no és sufragània de cap altra. Civilment depèn del municipi de l'Esquirol. El fogatge de l'11 d'octubre de 1553 que va portar terme Bertomeu Bertrana ens diu que hi havien 8 focs.